# Pobreza relativa
La pobreza se define como la insatisfacción de las necesidades básicas. La medida de pobreza relativa por otro lado, define la pobreza como la condición de estar debajo de un umbral relativo de pobreza. Es la falta de recursos de algunas personas que el resto de la sociedad da por hecho. Por ejemplo, si se dice: "los hogares con un ingreso acumulado por debajo del 50% de la media del ingreso viven en la pobreza" entonces se está usando una medida relativa de pobreza. En este sistema, si el ingreso de todos aumenta y la distribución de éste no cambia entonces la tasa de pobreza tampoco cambiará.
Las medidas de pobreza relativa pueden producir resultados "incoherentes" cuando se mide poblaciones pequeñas o particulares. Por ejemplo, si la media del ingreso por hogar en una sociedad rica es de $1 millón cada año, entonces una familia que gane $100.000 se puede considerar como pobre en la escala de pobreza relativa, aun cuando dicha familia tendrá todas sus necesidades básicas satisfechas. Al otro extremo de la escala, si la mediana del ingreso de hogares en un barrio muy pobre comprende sólo el 50% de lo que se necesita para comprar alimentos, entonces una persona que cuyo ingreso sea igual a la media no se consideraría como pobre en la escala de pobreza relativa, aun cuando obviamente esa persona es pobre en una escala de pobreza absoluta.
Las medidas de pobreza relativa son similares a las medidas de desigualdad de ingreso. Si una sociedad tiene una más equitativa del ingreso, la pobreza relativa disminuirá. Según esto, algunos argumentan que el término pobreza relativa es engañoso en sí mismo y que se debería usar mejor la medida de desigualdad o inequidad de ingreso. Bajo este argumento, si la sociedad cambiara de tal manera que se perjudicara a los individuos de alto ingreso más que a los de bajos ingresos, la pobreza relativa disminuiría, sin embargo, cada ciudadano estaría como consecuencia, más pobre. De la misma manera sucede en sentido contrario, es posible reducir la pobreza absoluta mientras se reduce la pobreza relativa.

## Medida de la pobreza
Hay conceptos globales, que son componentes de unos indicadores más precisos que el tema de salario mínimo o la línea de pobreza y son la falta de hogar, falta de electricidad, falta de agua potable, esperanza de vida, alfabetización, salud... desarrollados por los gobiernos y la ONU. Todos quieren medir el nivel de subsistencia mínima, que comprende en los países más desarrollados además un apartamento sostenible, educación universitaria, transporte privado, etc. El interés de los índices de pobreza o carencia. Para los gobiernos y las organizaciones internacionales, es servir de medida para la asistencia social y programas de desarrollo. La pobreza se hace muy obvia en el tema de la alimentación humana y también en la vivienda familiar. Estos dos ítems pueden ser indicadores sociales, independientemente o de forma conjunta.
Los ingresos mensuales familiares mínimos o nivel de pobreza federales de $ 798, utilizado para calificar para ayudas en Medicina, Alimentación, Vivienda, etc. en Estados Unidos.
Cuando la pobreza es se impone a una persona con discapacidad la pobreza se da en no poder tener la independencia para hacer su voluntad ejemplo: no poder ir al médico porque no tiene a nadie que le lleve, no poder trasladarse por sus propios medios a un lugar sin mendigar el servicio de transporte, no poder estudiar porque el entorno no está con adecuaciones ni la actitud de las personas.

## Análisis
Sin embargo, el concepto sociológico de pobreza, desde el interaccionismo simbólico no se limita al aspecto económico, sino que se manifiesta también con respecto al grupo social y las propias expectativas y objetivos de la persona. Es con relación a mis logros, según mis prioridades, y dentro de mi hábitat concreto, que yo me siento o no pobre y que percibo mis carencias como pobreza relativa.
Hay una mejora en la percepción de la pobreza cuando aumenta la información y la indiferencia social se torna en alguna clase de solidaridad, pasiva o activa, negativa o positiva. El análisis relativo de la pobreza crea la paradoja el desarrollo económico de la riqueza en el país, todos son más ricos que antes, pero si se ve desde un punto de vista relativo, como por ejemplo el porcentaje de población que está un determinado porcentaje inferior a la media, denota como si hubiera habido un incremento de la pobreza (como en el caso de la China actual).
- Datos: Q1315455